# Daniel Achrelius
Daniel Achrelius, född 1644 i Åbo, död där 23 april 1692, var en svensk-finländsk författare.

## Biografi
Achrelius var professor i vältalighet vid Åbo akademi och har i långa poem behandlat främst gammaltestamentliga ämnen. Bland dikterna märks Moralia, eller korta reglor och Propheten Daniels vtläggning öfver Kon. Nebucadnezars dröm. Han var en sträng och kärv moralist, som ofta tadlade de maktägandes vrånghet och tidens sedeslöshet. I mycket var han en föregångsman och bland annat väckte hans naturvetenskapliga arbete Contemplationes mundi (1682) samtidens ogillande. Achrelius var även en berömd vältalare.